# الرام (القدس)

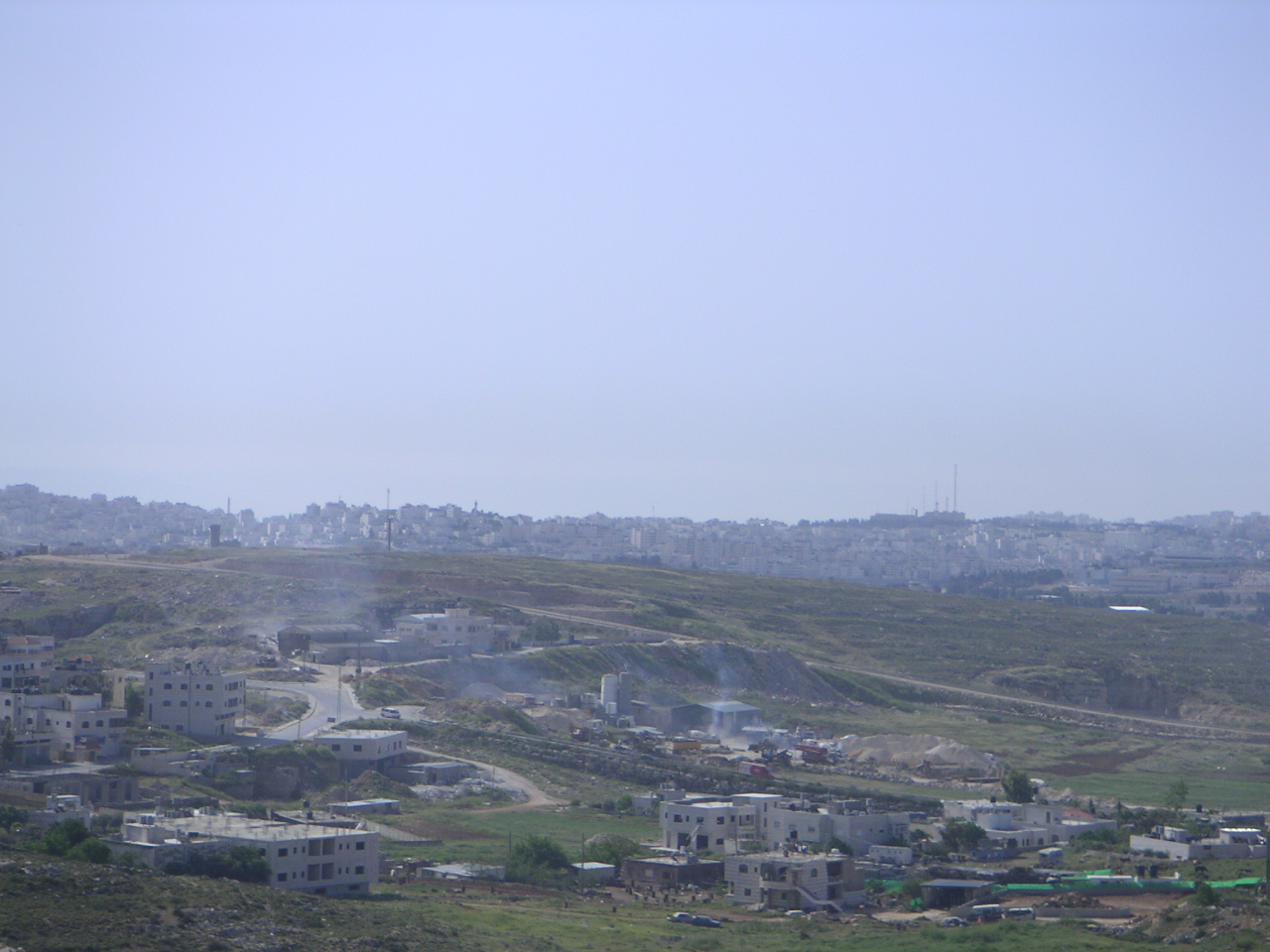
قرية الرام الفلسطينية

الرام تقع 8 كم إلى الشمال من القدس وتغطى مساحة وتصل غلى 6708 دونماً، منها 2613 دونماً مبنية. ترتفع الرام 750 متراً عن سطح البحر. تحدّها من الشرق قرية جبع، من الشمال كفر عقب ومخيم قلنديا، ومن الغرب بير نبالا، ومن الجنوب بيت حنينا.  وتعتبر منطقة «ضاحية البريد» الحيّ الجنوبي لقرية الرام، وهي محاطة بالمستعمرات من ثلاث جهات: «بسغات زئيف» من الجنوب، «النفيه يعكوف» من الجنوب الشرقي، و«جفعات بنيامين» من الشرق. وفقاً لمجلس محلي الرام، فإن مساحة ضاحية البريد ما يقارب 1000 دونم يسكنها ما يقارب 5000 نسمة. اقتطع جدار الضمّ والتوسع مساحة من ضاحية البريد وأصبحت في الجهة التي تخضع للسيطرة الإسرائيلية الأمنية (أي أضيفت إلى منطقة القدس)، دون أن تضمّ إلى نفوذ بلدية الاحتلال في القدس. وتقع في هذه المنطقة مكاتب عدد من مؤسسات المجتمع المدنيّ الدّولية.

## خلفية تاريخية
يعود اسم «الرام» إلى الرومان خلال القرن الأول قبل الميلاد، ويعني «المكان المرتفع». العديد من العائلات في الرام تعيش هناك منذ قرون، بالإضافة إلى وجود عائلات كثيرة مُهجّرة من قرية قالونيا غربي القدس والتي سقطت في نكبة عام 1948. 

## الحياة الإجتماعية والإقتصادية
يقع في القرية استاد فيصل الحسيني الدولي، بيت منتخب كرة القدم الوطنيّ الفلسطينيّ. وقد سمّي نسبة إلى القائد الفلسطيني الراحل فيصل الحسيني ابن المجاهد في جيش الجهاد المقدس عبد القادر الحسيني، وقد كان فيصل مسؤول ملف القدس في منظمة التحرير الفلسطينية. تم تجديد الاستاد عام 2008، ويعتبر اليوم الأكبر في الضفة الغربية.
يوجد في القرية 19 مدرسة، 10 روضات، و 9 عيادات صحية حتى عام 2012. انتعشت القرية اقتصادياً وبشكل نسبيّ خلال سنوات الثمانينات والتعسينات نظراً لتدفق الكثير من الفلسطينيين من حملة بطاقات الهوية الإسرائيلية إليها منجذبين بالأسعار المنخفضة فيها ونظراً لقربها من مركز مدينة القدس. إلا أن بناء جدار الضمّ والتوسع حولّ المسافة التي تستغرق 10 دقائق للوصول إلى الرام من مركز القدس إلى ما يقارب الساعة، مما أدى إلى أضرار بالحركة الاقتصادية بالرام، وإلى هجرة العديد من المقدسيين إلى خارجها. منذ ذلك الحين، أغلق ما يقارب ثلث المصالح التجارية في الرام.

## حرّية الحركة
على الرغم من أن الكثيرين قد هجروا الرام بعد بناء جدار الضمّ والتوسع خوفاً على سحب هوياتهم الإسرائيلية، إلا أنه بقي في البلدة ما يقارب 58 ألف نسمة، أكثر من نصفهم يحملون بطاقات الهوية الإسرائيلية. حتى بناء الجدار، كان شارع القدس – رام الله المدخل الأساسي للبلدة. منذ ذلك الحين هناك ارتفاع في الجريمة، وارتسمت في البلدة صورة المحلات المهجورة والعائلات المُقسّمة. في نهاية 2001. حوّلت سلطات الاحتلال الإسرائيلي حاجز قلنديا إلى حاجز عسكري ضخم، محاط بالأسلاك الشائكة، وأضيفت إليه الأبواب الحديدية الإلكترونية لتفتيش الناس، إضافة إلى كاميرات المراقبة، وبنيت مسارات محاطة ومغلقة بالحديد من الجهتين للتحكم في حركة الناس ومرورهم عبر الحاجز. ويعتبر مرور حاجز قلنديا نضال يومي يخوضه الكثير من الطلاب وكبار السن وذوي الاحتياجات الخاصّة.

## البنية التحتية
توجد العديد من المرافق الصّحيّة في الرام، ولكن في الحالات الطّارئة والخطرة يتوجه السّكان إلى المستشفيات في القدس. ولقد أدى الجدار إلى تقييد حركة السكان ووصولهم بصعوبة إلى هذه المستشفيات. ويحتاج سكان الرام من حملة الهويات الفلسطينية إلى تصاريح خاصة من سلطات الاحتلال للوصول إلى هذه المستشفيات للعلاج، مما يضطرهم كثيراً إلى السفر إلى رام الله لتلقي العلاج في مستشفياتها التي غالباً ما تكون مكتظة وتعاني من نقص التمويل.